# Isleornsay
Isleornsay, schottisch-gälisch: Eilean Iarmain, Eilean Dhiarmaid, deutsch: „Iarmans Insel“ oder „Dermots Insel“, ist ein kleines Dorf  auf der Insel Skye in Schottland. Es liegt östlich auf der Halbinsel Sleat circa elf Kilometer südlich von Broadford. Die vorgelagerte Insel Ornsay bietet einen guten Schutz, so dass Isleornsay einen der besten natürlichen Häfen im Süden Skyes hat.
Der Ort entstand als Hafen für Heringsfischerei Anfang des 19. Jahrhunderts. Danach wurde Isleornsay oft von den Schiffen aus Glasgow als Zwischenstopp angelaufen. 1820 wurde dort die erste öffentliche Toilette auf Skye errichtet.
Lange Zeit war der Hafen die Hauptverbindung zum Festland. Das Postamt des Ortes war die Hauptpost der Halbinsel Sleat.
In der Nähe des Hafens liegt das Hotel Eilean Iarmain und die Galerie An Talla Dearg. Das Hotel wurde 1888 errichtet und war im Besitz von Sir Iain Noble, einem Geschäftsmann, der sich aktiv für die Wiederbelebung und Erhaltung der schottisch-gälischen Sprache auf Skye einsetzt hat.

## Name
Aufgrund des Namens wird Isleornsay oft mit der eigentlichen Insel Ornsay verwechselt, die dem Ort vorgelagert ist.
Der schottisch-gälische Name ist Eilean Iarmain oder Eilean Dhiarmaid (deutsch: „Diarmads Insel“). Es wird vermutet, dass Eilean Dhiarmaid der ursprüngliche Name des Ortes war in Anlehnung an den Krieger Diarmuid, der dort zusammen mit Fionn mac Cumhaill  und Oisín zeitweilig lebte. Laut mündlicher Überlieferung hielt sich auch Cú Chulainn dort auf.